# 萨利哈·艾德尼兹
萨利哈·艾德尼兹（土耳其語：Salihe Aydeniz，1973年—），是一个库尔德政治家，隶属民主地区党，为土耳其大国民议会的现任成员，1973年出生于土耳其埃尔加尼。2019年11月，萨利哈·艾德尼兹就任民主地区党的联合主席。

## 教育和早年经历
萨利哈·艾德尼兹在迪亚巴克尔省的埃尔加尼接受了小学教育，并从迪亚巴克尔的卫生学院以护士身份毕业。之后她在马尔丁省的達爾蓋奇特担任护士。此外她还主持了卫生和社会服务公职人员工会，并加入了民主社会大会。

## 政治生涯
2018年6月，萨利哈·艾德尼兹在议会选举中代表迪亚巴克尔人民民主党进入土耳其大国民议会。2019年11月30日，她担任民主社会党的联合主席，并离开人民民主党。后来，在她的努力下，民主地区党成为土耳其议会中的第十个政党。作为国会议员，她支持土耳其-库尔德冲突的政治解决方案，并支持土耳其反对派针对库尔德人关于库尔德语言与文化的要求采取更加建设性的方式。她去安卡拉的次数不多，并称土耳其议会很少对改善土耳其庫德斯坦人权的问题做出回应。

## 个人生活
萨利哈·艾德尼兹已婚，并育有两个孩子。